# 北川鐵路

北川鐵路是四川省（包括今重慶市在內）第一條鐵路。位於北碚管理局文星鄉和戴家溝境內。於民國十八年（1929年）11月6日，一期水嵐埡至土地埡段共8.7公里的鐵路通車營運。因擬修建地方屬江北縣、合川縣兩縣轄區，故命名「北川」，原計劃修入合川境內，但因種種原因未能實現。由原膠濟鐵路總工程師守爾慈（丹麥鐵路工程師）進行總體設計。
自嘉陵江左岸的白廟子起東北行，經水嵐埡、麻柳壪到達萬家壪，經文星場、后豐岩而至鄭家壪，過土地埡、戴家溝、大岩壪，直趨終點大田坎，共11個站，全長約16.8公里。　

## 線路走向
- 第一期工程於民國十七年（1928年）11月6日開工，由水嵐埡至土地埡，於1929年1月6日建成通車。
- 民國十九年（1930年）秋，北川铁路 二期工程，水岚垭至白庙子段以及土地垭到代家沟段同时开工。民國二十年（1931年）5月完工。
- 民國二十二年（1933年）6月20日，北川鐵路三期工程開工，修建代家溝至大田坎段鐵路，以及白廟子碼頭重力絞車下煤軌道。至民國二十三年（1934年）3月31日，整個北川鐵路工程完工。